# 薩伏依的喬萬娜公主
薩伏依的喬萬娜 （保加利亞語：Йоанна Савойска、Ioanna Savoiska，1907年11月13日—2000年2月26日），保加利亞皇后，丈夫是保加利亞沙皇鮑里斯三世。原名喬凡娜·伊麗莎白·安東尼婭·羅馬娜·瑪麗亞（拉丁語：Giovanna Elisabetta Antonia Romana Maria）
是義大利國王維克多·伊曼紐三世的第三女，哥哥是義大利末代國王翁貝托二世。

## 家庭
1930年，喬萬娜與保加利亞沙皇鮑里斯三世結婚，共有1子1女：
- 瑪麗亞·路易莎（1933年—）
- 西美昂二世（1937年—），1943年繼位為保加利亞沙皇